# 沙伊恩
沙伊恩是德国巴伐利亚州的一个市镇。总面积38.30平方公里，总人口4620人，其中男性2350人，女性2270人（2011年12月31日），人口密度121人/平方公里。
- 圣十字圣母升天圣殿 (沙伊恩)